# ترحيل تتار القرم
ترحيل تتار القرم (في لغة تتار القرم: Qırımtatar halqınıñ sürgünligi؛ الأوكرانية: Депортація кримських татар؛ الروسية: Депортация крымских татар)، هو التطهير العرقي الذي نفّذه رئيس الأمن والشرطة السرية السوفييتية نيابةً عن جوزيف ستالين، لما لا يقل عن 191044 شخص من التتار بترحيلهم عن شبه جزية القرم في 18-20 أيار/مايو 1944.
حيث استخدمت المفوضية الشعبية للشؤون الداخلية في غضون ثلاثة أيام قطارات الماشية لترحيل النساء والأطفال وكبار السن، وحتى الشيوعيين وأعضاء الجيش الأحمر، إلى جمهورية أوزبكستان السوفييتية التي تبعد عدة آلاف من الكيلومترات. كان تتار القرم أحد المجموعات العرقية العشر المُستَهدَفة من قبل سياسة ستالين لنقل السكان في الاتحاد السوفييتي.
كان القصد من الترحيل أن يكون عقابًا جماعيًا بسبب تعاون بعض تتار القرم مع ألمانيا النازية، فقد اتّهمت مصادر سوفييتية التتار بأنهم خونة، لكن الوطنيون التتار يشككون في هذا، مؤكدين على أنّ البرنامج كان جزءًا من الخطة السوفييتية للوصول إلى الدردنيل وإنشاء مستعمرات في تركيا لامتلاك التتار قرابة عرقية.
على الرغم من أن النازيين كانوا ينظرون في البداية إلى تتار القرم سلبًا، إلا أن سياستهم تغيرت في وجه المقاومة السوفيتية العازمة، فقد حُشِد العديد من أسرى الحرب السوفييت من قبل الفيرماخت (القوات المسلحة الألمانية) ضمن وحدات الدعم. وفي هذه الأثناء، أُقنِع نحو 15000 إلى 20000 شخص من تتار القرم بتشكيل كتائب للدفاع عن النفس وحماية قرى التتار في القرم من هجمات قام بها الثوار السوفييت، كذلك سعت هذه الكتائب إلى مطاردتهم، مع ذلك كانت هذه الوحدات تتحالف مع الجهة الأقوى في المنطقة. بالإضافة إلى ذلك، شُكِّلَت لجان إسلامية أيضًا، الأمر الذي منحهم حكما ذاتيًا محدودًا. هذا ما زاد الشكوك على الرغم من وجود عدد مماثل من المتطوعين للدفاع عن النفس الذين انضموا أيضًا إلى الجيش الأحمر، وآلاف آخرين ما زالوا في الخدمة عندما هاجم السوفييت برلين، إضافةً إلى انضمام العديد من تتار القرم إلى حركات المقاومة (البارتيزان). رُحِّل في نهاية المطاف غالبية المتطوعين وعائلاتهم إضافةً إلى أولئك المرتبطين باللجان الإسلامية، وعلى الرغم من إجلاء الأجزاء المذنبة السكان، إلا أنّ الطلب على معاقبة القرم بشكل جماعي ازداد ارتفاعًا.
توفي نحو 8000 شخص خلال الترحيل، كذلك هلك لاحقًا عشرات الآلاف بسبب الظروف القاسية في المنفى. ونتج عن ترحيل التتار إخلاء 80000 منزل و 360000 فدان من الأراضي.
سعى ستالين للقضاء على جميع آثار تتار القرم، وفي الإحصاءات السكانية اللاحقة، منع أي ذكر للجماعة العرقية. وفي عام 1956، أدان الزعيم السوفييتي الجديد نيكيتا خروتشوف بعض سياسات ستالين، بما في ذلك الترحيل الذي تعرّضت له المجموعات العرقية المختلفة، إلا أنه لم يُلغِ الأمر التوجيهي الذي يمنع عودة تتار القرم. وبذلك ظلَّ تتار القرم في آسيا الوسطى لعدة عقود أخرى حتى عهد البيريسترويكا (إعادة الهيكلة) في أواخر الثمانينات عندما عاد 260000 من التتار إلى شبه جزيرة القرم، بعد أن دام نفيهم 45 سنة. أُعلِن رسميًا إلغاء وبطلان الحظر على عودتهم حينها، كذلك أعلن المجلس الأعلى لشبه جزيرة القرم في 14 تشرين الثاني/ نوفمبر 1989 أنّ عمليات الترحيل كانت جريمة.
عادت نسبة جيدة من التتار بحلول عام 2004 إلى شبه جزيرة القرم مشكلين بذلك نسبة 12% من سكان المنطقة. لم تساعد السلطات المحلية في عودتهم، ولم تعوّضهم عن الأراضي التي فقدوها. كذلك لم يُقدِّم الاتحاد الروسي (الدولة الخلف لاتحاد الجمهوريات الاشتراكية السوفييتية) أية تعويضات عن الممتلكات المفقودة، ولم يتخذ أية إجراءاتٍ قانونيةٍ ضد مرتكبي إعادة التوطين القسري.
كان الترحيل حدثًا حاسمًا في تاريخ تتار القرم، وأصبح يُنظَر إليه كرمز للمحنة والاضطهاد الذي تعرّضت له الأقليات العرقية من قبل الاتحاد السوفييتي. وفي 12 كانون الأول/ ديسمبر 2015، أصدر البرلمان الأوكراني قرارًا يعترف بهذا الحدث على أنه إبادة جماعية، واعتبر يوم 18 أيار/ مايو «يوم إحياء ذكرى ضحايا إبادة تتار القرم الجماعية».

## خلفية
سيطر تتار القرم على خانية القرم منذ عام 1441 حتى عام 1783، حين ضُمت القرم من قبل الإمبراطورية الروسية بعد أن كانت تمثل هدفًا للتوسع الروسي. بحلول القرن الرابع عشر، كان معظم سكان القرم الذين يتحدثون اللغة التركية قد اعتنقوا الإسلام، في أعقاب اعتناق أوزبك خان من خانية القبيلة الذهبية للدين الإسلامي. كانت تلك أطول مدة بقاء لدولة من خانية القبيلة الذهبية. غالبًا ما دخل تتار القرم في نزاعات مع موسكو، فمنذ عام 1468 حتى القرن السابع عشر، كان تتار القرم معادين للحكم الروسي المقام حديثًا. ولذلك بدأوا بالرحيل عن القرم في موجات عديدة من الهجرة. بين عامي 1784 و1790، غادر نحو 300 ألف تتاري قرمي إلى الإمبراطورية العثمانية من إجمالي نحو مليون تتاري.
أدت حرب القرم إلى نزوح جماعي آخر لتتار القرم. بين عامي 1855 و1866 غادر 500 ألف مسلم على أقل تقدير، ومن المحتمل أن الرقم يصل إلى 900 ألف مسلم، الإمبراطورية الروسية وهاجروا إلى الإمبراطورية العثمانية. كان ما لا يقل عن ثلث إجمالي ذلك الرقم من القرم، في حين كان البقية من القوقاز. شكل هؤلاء المهاجرون نسبة بين 15% و23% من العدد الإجمالي لسكان القرم. استخدمت الإمبراطورية الروسية تلك الحقيقة كقاعدة أيديولوجية لروسنة إضافية لـ «روسيا الجديدة». في النهاية أصبح التتار القرميون أقلية في القرم، فقد كانوا يشكلون في عام 1837 نسبة 98% من السكان، غير أنه بحلول عام 1897 انخفضت تلك النسبة إلى 34%. في الوقت الذي شهد هجرة تتار القرم، شجعت الحكومة الروسية على روسنة شبه الجزيرة، إذ وطنت فيها الروس والأوكران وجماعات إثنية سلافية أخرى، وتواصلت هذه الروسنة خلال الحقبة السوفييتية.
في أعقاب ثورة أكتوبر لعام 1917، نالت القرم مكانة استقلال ذاتي داخل الاتحاد السوفييتي في 18 أكتوبر 1921، إلا أن الزراعة الجماعية في عشرينيات القرن العشرين أفضت إلى مجاعة شديدة حلت بنحو 100 ألف قرمي حين نُقلت محاصيلهم إلى أقاليم «أكثر أهمية» من الاتحاد السوفييتي. تشير إحدى التقديرات إلى أن ثلاثة أرباع ضحايا المجاعة كانوا من تتار القرم. وتدهورت مكانتهم بشكل أكبر بعد أن أصبح جوزيف ستالين قائد الاتحاد السوفييتي وتنفيذه لأعمال قمعية أسفرت عن وفاة ما لا يقل عن 5.2 مليون مواطن سوفييتي بين عامي 1927 و1938.

### الحرب العالمية الثانية
في  عام 1940، كان عدد سكان جمهورية القرم الاشتراكية السوفييتية المستقلة ذاتيًا نحو 1,126,800 نسمة، كان 218 ألف نسمة، أو 19.4% من السكان، من بينهم تتار قرميون. في عام 1941، غزت ألمانيا النازية أوروبا الشرقية، وضمت معظم الأجزاء الغربية من الاتحاد السوفييتي. في البداية كان تتار القرم ينظرون إلى الألمان كمحررين من الستالينية، وكانوا أيضًا قد لاقوا معاملة حسنة من قبل الألمان في الحرب العالمية الأولى.
أُرسل العديد من أسرى تتار القرم الذين كانوا يؤدون الخدمة في الجيش الأحمر إلى معسكرات أسرى الحرب بعد مجيء الرومان والنازيين لاحتلال الجزء الأعظم من القرم. على الرغم من دعوة النازيين بداية الأمر لقتل جميع «الآسيويين الدونيين» والطواف بهم حول معسكرات أسرى الحرب لتتار القرم بعد وسمهم ب«مغول ما دون البشر»، فقد عدّلوا هذه السياسة مع مواجهة المقاومة المستميتة من جانب الجيش الأحمر. بدأ الألمان منذ عام 1942 بتجنيد أسرى الحرب السوفييت بهدف تشكيل جيوش داعمة. ساعد القومي التتاري الدوبروجي فازيل أولكوسال والتتاري الليبكي مصطفى إيديجي كيريمال في تحرير تتار القرم من معسكرات أسرى الحرب الألمانية وتجنيدهم في فيلق دعم قرمي مستقل للفيرماخت. في النهاية ضم هذه الفيلق 8 كتائب. منذ شهر نوفمبر من عام 1941، سمحت السلطات الألمانية لتتار القرم بتأسيس لجان مسلمة في العديد من البلدات كاعتراف رمزي بشيء من سلطة حكومة محلية، ولو أنها لم تُمنح أي سلطة سياسية.
عارض العديد من شيوعيي تتار القرم الاحتلال بشدة وساندوا حركة المقاومة لتوفير معلومات سياسية واستراتيجية قيمة. حارب تتار قرميون آخرون إلى جانب مناصري السوفييت، مثل حركة تارهانوف التي كانت تضم 250 تتاري قرمي والتي حاربت طوال العام 1942 حتى تدميرها. حتى أن 6 تتار قرميين سُموا أبطال الاتحاد السوفييتي، ومُنح آلاف آخرون تكريمات رفيعة المستوى في الجيش الأحمر.
لقي نحو 130 ألف شخص مصرعهم خلال سنوات احتلال المحور للقرم. نفّذ النازيون أعمال قمع وحشية ودمروا ما يزيد عن 70 قرية كانت بمجموعها موطنًا لنحو 25% من سكان تتار القرم. أُرغم آلاف من تتار القرم على الانتقال للعمل كاوستاربايتر في المصانع الألمانية تحت مراقبة الغستابو في ما وُصف ب«ورشات عبيد ضخمة»، الأمر الذي نجم عنه خسارة دعم تتار القرم. في شهر أبريل من عام 1944 تمكن الجيش الأحمر من طرد قوى المحور من شبه الجزيرة في عملية القرم.
رحّل الفيرماخت والجيش الروماني غالبية الهيوي (المساعدين) وعائلاتهم وكل المرتبطين باللجان المسلمة إلى ألمانيا وهنغاريا أو إلى دوبروجة حيث انضموا إلى الفرقة التركية الشرقية. وبذلك رُحل معظم المتواطئين من القرم من قبل الفيرماخت المنسحب. كان العديد من المسؤولين السوفييت قد اعترفوا بهذا الأمر ورفضوا المزاعم القائلة بأن جميع تتار القرم قد خانوا الاتحاد السوفييتي. بدا أن وجود اللجان المسلمة المنظمة من برلين من قبل العديد من الأجانب الأتراك كان مدعاة للقلق بالنسبة الحكومة السوفييتية، التي كانت منهكة بشكل مسبق من تركيا في ذلك الوقت.
تزوير المعلومات في البروباغاندا
زورت المنشورات السوفييتية المعلومات بصورة فاضحة عن تتار القرم في الجيش الأحمر، إلى حد أنها وصفت بطل الاتحاد السوفييتي التتاري القرمي أوزير أبدورامانوف بالأذري، لا بالتتاري القرمي، على غلاف عدد مجلة أوغونيوك الصادر عام 1944، على الرغم من أن عائلته كانت قد رُحلت لكونها تتارية قرمية قبل بضعة أشهر فقط. ادعى كتاب في جبال تافريا زورًا أن الكشاف المناصر المتطوع بكير أوسمانوف كان جاسوسًا ألمانيًا وواحدًا من الرماة، على الرغم من أن اللجنة المركزية أقرت في وقت لاحق أنه لم يكن في خدمة الألمان نهائيًا وأنه نجى من الحرب، وطالبت بتصحيح الإصدارات اللاحقة من الكتاب بعد أن لاحظ أوسمانوف الذي كان ما يزال على قيد الحياة وعائلته التزوير الواضح.

## الترحيل
بسبب تواطؤها رسميًا مع قوى المحور خلال الحرب العالمية الثانية، عاقبت الحكومة السوفييتية عشر أقليات إثنية بشكل جمعي، كان تتار القرم من بينها. اشتمل العقاب على الترحيل إلى أقاليم بعيدة في آسيا الوسطى وسيبيريا. تشير السجلات السوفييتية التي تعود إلى أواخر أربعينيات القرن العشرين إلى تتار القرم بأنهم أقلية من الخونة. وعلى الرغم من نفي تتار القرم لارتكابهم للخيانة، فقد قُبلت هذه الفكرة على نحو واسع خلال الفترة السوفييتية وحافظت على حضورها في الأدب الروسي العالمي والشعبي.
في 10 مايو من عام 1944، نصحت لافرينتي بيريا ستالين بترحيل تتار القرم بعيدًا عن الأقاليم الحدودية نظرًا إلى «أفعالهم الخائنة». أصدر ستالين في وقت لاحق الأمر جي كو أو رقم 5859ss الذي نص على إعادة توطين تتار القرم.

## في الثقافة العامة
نشرت ليلي هايد -صحفية بريطانية تعيش في أوكرانيا- رواية بعنوان دريم لاند (أرض الأحلام) في عام 2008، تدور الرواية حول عودة عائلة من تتار القرم إلى وطنهم في التسعينيات. تُسرَد القصة من منظور فتاة تبلغ من العمر 12 عامًا تنتقل من أوزبكستان إلى قرية مهدمة مع والديها وشقيقها وجدها الذي يحكي لها قصصًا عن أبطال وضحايا تتار القرم.
يُصَوِّر فيلم هايتارما (العودة) الأوكراني المُتحدِّث بلغة تتار القرم في عام 2013، طيار الاختبار وبطل الاتحاد السوفييتي آميت خان سلطان –المنتمي لتتار القرم- على خلفية عمليات الترحيل في عام 1944.
أصدرت كريستينا باسشين في عام 2015 الفيلم الوثائقي «النضال من أجل الوطن: تتار القرم» بإنتاج مشترك أوكراني قطري، وفيه يجري تصوير تاريخ تتار القرم من عام 1783 حتى عام 2014، مع التركيز على الترحيل الجماعي عام 1944بشكل خاص.
قامت المغنية التترية الأوكرانية جامالا بأداء أغنيتها "1944" خلال مسابقة الأغنية الأوروبية لعام 2016، إذ تشير هذه الأغنية إلى ترحيل تتار القرم في ذلك العام. حيث قامت جامالا -التي ولدت في المنفى في قيرغيزستان- بإهداء الأغنية لجدتها التي تعرضت للترحيل. كانت جامالا -التي فازت بالمسابقة ممثلةً أوكرانيا- أول شخص من تتار القرم يُقدِّم أداءً في مسابقة الأغنية

الأوروبية.